# L'Amie prodigieuse
Pour l'adaptation, voir L'Amie prodigieuse (série télévisée).
L’Amie prodigieuse (L’amica geniale) est le premier livre, paru en 2011, de la tétralogie du même nom (it) de l'écrivaine anonyme Elena Ferrante racontant la vie de deux amies issues d'un quartier pauvre de Naples au début des années 1950.

## Présentation
Comme toute l'œuvre de Ferrante, ce roman est d'inspiration autobiographique.
L'histoire raconte l'enfance et l'adolescence d'Elena Greco (Lenù), dans un quartier populaire de Naples. Le roman développe notamment longuement la relation d'amitié de l'héroïne avec Raffaella Cerullo (Lila). Les deux jeunes amies sont toutes les deux douées pour les études, mais seule Elena sera en mesure de les continuer, la famille de Raffaella ne pouvant ni ne désirant les payer. Lila abandonne donc l'école et rejoint son père cordonnier à l'atelier familial. L'intrigue se déroule dans le décor de Naples des années 1950, avec une vision des événements historiques à travers les yeux des personnages.
La saga comporte quatre volumes, chacun précédé d'un index avec le rappel des événements des tomes précédents :
- L’amica geniale (en français, L'Amie prodigieuse) -  I  Prologue ; enfance et adolescence ;
- Storia del nuovo cognome (en français, Le Nouveau Nom) -  II  Jeunesse ;
- Storia di chi fugge e di chi resta (en français, Celle qui fuit et celle qui reste)  - III Âge adulte[5] ;
- Storia della bambina perduta (en français, L'Enfant perdue) -  IV  Maturité ; épilogue[6].

### Liste des membres des familles (figurant au début du roman)
La famille Cerullo
- Père :  Fernando (cordonnier)
- Mère :  Nunzia ;
- 4 enfants : 
  - Rino, Raffaella surnommée Lila, 3e enfant Cerullo, 4e enfant Cerullo.

La famille Greco
- Père :  Vittorio (portier à la mairie de Napoli) ;
- Mère :  Immacolata ;
- 4 enfants : 
  - Elena surnommée Lenù, Peppe, Gianni, Elisa.

La famille Carracci
- Père :  Don Achille (propriétaire épicerie) ;
- Mère :  Maria ;
- 3 enfants : 
  - Stefano, Alfonso, Pinuccia.

La famille Peluso
- Père :  Alfredo (ancien menuisier) ;
- Mère :  Giuseppina ;
- 4 enfants : 
  - Pasquale (maçon), Carmela, 3e enfant Peluso, 4e enfant Peluso.

La famille Sarratore
- Père :  Donato (cheminot / écrivain) ;
- Mère :  Lidia ;
- 5 enfants : 
  - Nino, Marisa, Pino, Clélia, Ciro.

La famille Cappuccio
- Père : Cappuccio, mort (dans le premier épisode) ;
- Mère :  Mélina ;
- 4 enfants : 
  - Antonio, Ada, 3e enfant Cappuccio, 4e enfant Cappuccio.

La famille Scanno
- Père :  Nicola (vendeur de fruits et légumes) ;
- Mère :  Assunta ;
- 3 enfants : 
  - Enzo, 2e enfant Scanno, 3e enfant Scanno.

La famille Solara
- Père :  Silvio (propriétaire bar / pâtisserie) ;
- Mère :  Manuela ;
- 2 enfants : 
  - Michele, Marcello.

La famille Spagnuolo
- Père :  M. Spagnuolo ;
- Mère :  Rosa ;
- 3 enfants : 
  - Gigliola, 2e enfant Spagnuolo, 3e enfant Spagnuolo.

## Réception

### Ventes
Le tome 1 de la saga s'est écoulé à environ 700 000 exemplaires depuis la sortie du tome 2, et a été traduit en 42 langues. En juillet 2024, le nombre d'exemplaires pour ce premier tome atteint les 10 millions de vente.

### Critiques et analyses
La saga a fait l'objet d'analyses sociologiques, notamment sur la place des femmes dans la société contemporaine.
Selon la romancière Enrica Ferrara, le livre fonctionne car il parvient à dépeindre avec honnêteté et pertinence la complexité des relations entre femmes.
Le livre parvient à toucher aussi bien un public féminin que masculin, ce dernier appréciant la découverte d'un point de vue féminin et la mise en scène d'hommes et de femmes vulnérables face à un système patriarcal.

### Distinctions
La saga n'a pas reçu de prix littéraires officiels.
Le 12 juillet 2024, le New York Times  estime que « L’Amica geniale est le plus beau livre des dernières 25 années », le plaçant 1er sur 100 livres retenus comme les meilleurs du XXIe siècle. Les lecteurs du New York Times le placent eux à la 8e place.

## Adaptations
Le premier tome a été adapté en série de huit épisodes par HBO et la Rai sous le titre de L’Amie prodigieuse. Les premiers épisodes ont été diffusés en Italie le 27 novembre 2018, et le 13 décembre 2018 en France (Canal+). Le 4 décembre 2018, RAI et HBO renouvellent la série pour une deuxième saison, basée sur le roman Le Nouveau Nom.
Un feuilleton radiophonique a été proposé sur France Culture du 6 au 17 mai 2019 et la narratrice est la comédienne Amira Casar.

### Film documentaire
L'aventure vécue par les deux actrices principales du film est présentée dans le documentaire La mia amica geniale (2018), écrit et réalisé par Clarissa Cappellani.